# NGC 646
NGC 646 è una vasta galassia a spirale barrata situata nella costellazione dell'Idra Maschio, a una distanza di circa 392 milioni di anni luce dalla nostra Via Lattea.

## Scoperta
La galassia è stata scoperta il 2 novembre 1834 dall'astronomo britannico John Herschel.

## Descrizione
NGC 646 ha una classe di luminosità III. Data la sua luminosità superficiale pari a 14,69, NGC 646 può essere classificata come una galassia a bassa luminosità superficiale (nella letteratura in lingua inglese abbreviata in LSB, acronimo di Low Surface Brightness). Le galassie LSB sono galassie di tipo diffuso (D) con una luminosità superficiale inferiore di almeno una magnitudine a quella del cielo notturno circostante.
Nelle immagini NGC 646 appare ravvicinata alla piccola galassia PGC 6014, che è situata a 347 milioni di anni luce (106,4 Mpc) dalla nostra Via Lattea. La distanza tra i due oggetti celesti è quindi di circa 45 milioni di anni luce, valore un po' eccessivo per ritenere che le due galassie siano attualmente in interazione tra loro. Se lo sono state nel passato, l'interazione è stata sicuramente marginale o di breve durata.